# Michelozzo

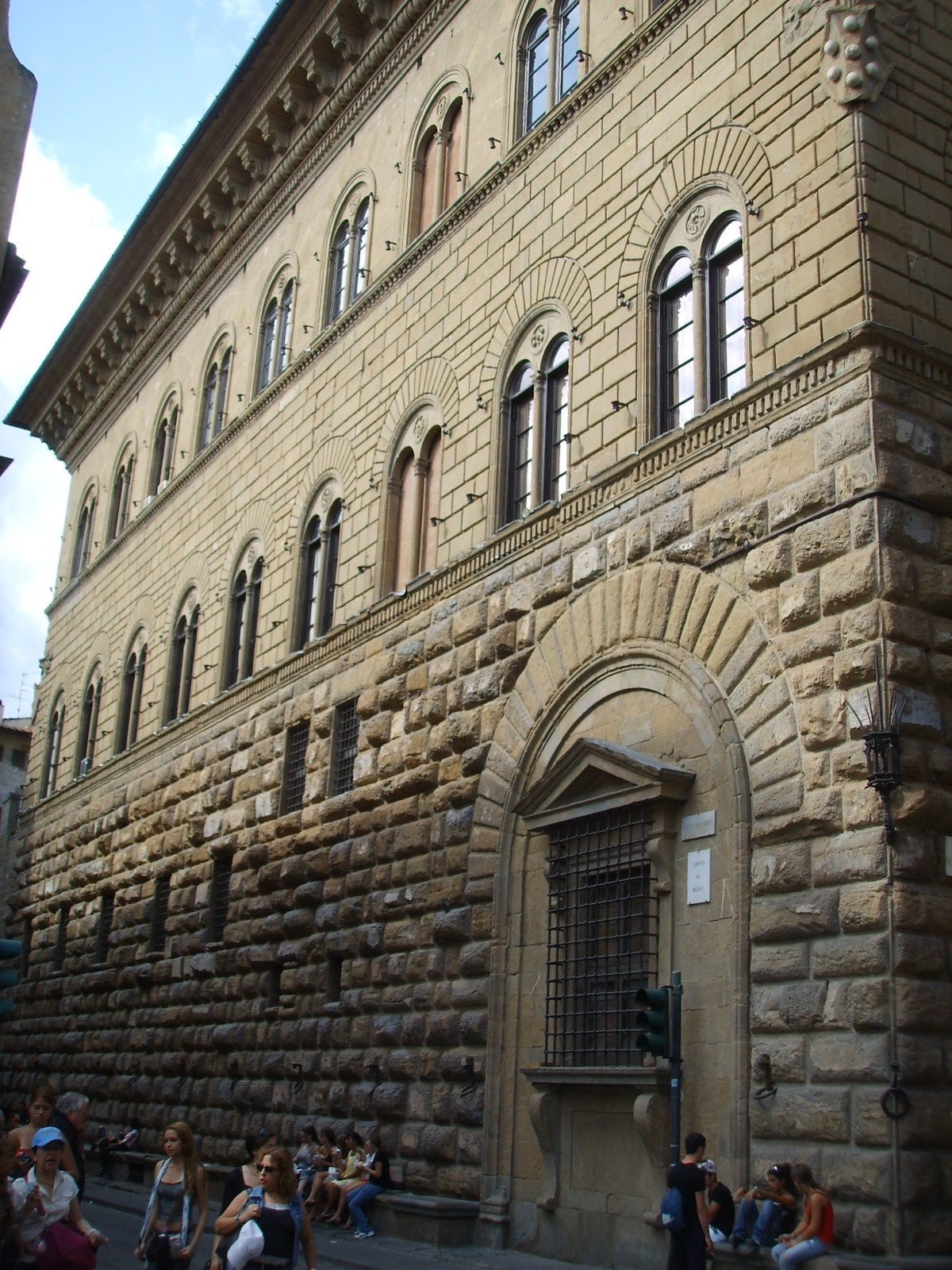
Palazzo Medici

Michelozzo di Bartolommeo zw. Michelozzo Michelozzi (ur. 1396, zm. 1472) – włoski architekt i rzeźbiarz wczesnego renesansu, działający głównie we Florencji.

## Życiorys
Początkowo działał jako rzeźbiarz i współpracował z Donatellem i Agostino di Duccio. Stworzył m.in. nagrobek B. Aragazzi w katedrze w Montepulciano. Z czasem poświęcił się architekturze, projektując budowle dla rodu Medyceuszy. Dla nich stworzył willę Careggi, dwa dziedzińce w klasztorze San Marco oraz słynny pałac Medyceuszy.
Jego budowa rozpoczęła się w 1444 roku dla Cosima Medici. Trójkondygnacyjna fasada cechuje się nierówną wysokością kondygnacji. Dolną, najwyższą, zdobi rustyka. Środkowa, nieco niższa, jest boniowana, a górna odznacza się najniższą wysokością i ma gładkie lico muru. Budowlę wieńczy wydatny gzyms. Okna są zamknięte półkoliście, przedzielone kolumienką na pół. Wewnętrzny dziedziniec na planie kwadratu otoczony jest krużgankami. W Palazzo znajduje się także kaplica zw. Capella dei Magi z freskami Benozza Gozzolego i ołtarzem Fra Filippa Lippiego.